# Samhällstjänst (musikalbum)
Samhällstjänst är första skivan av rapparen Blues. Albumtiteln anspelar på att det är med hiphopens tradition att vara samhällskritisk, "samhällstjänst kan vara ett straff, men ordet betyder också att ta ansvar, göra samhället en tjänst." 

## Singlar
- Under Ytan
- Släpp mig fri
- Andra Sidan (Bortom Dimhöljet)

## Låtlista
Alla låtar skrivna av blues (förutom #1), och tillsammans med flera ibland, som noteras:
1. Introduktion av Bo Holmström 1:46
2. Samhällstjänst 0:39 (musik: Alexander Balanescu, Clare Margaret Connors)
3. Andra sidan (bortom dimhöljet) 3:27
4. Klockorna klämtar 3:36 (text: Petter & Big Fred) (scratch: Roberto Martorell)
5. Mardröm 3:42
6. Släpp mig fri 3:40 (sång: Marit Bie) (musik: Marco Cermeño)
7. Under ytan (Albumversionen) 3:51 (text: Bechir Eklund & Uno Svenningson, sång: Tantra, gitarr: Mats Karlsson)
8. ..norr till söder 3:41 (text: Houman Sebghati, Ken Ring, Mattias Magro & Pee Wee)
9. Allt handlar om micken (text: Houman Sebghati) 3:55
10. Om allt stod stilla 3:04 (text: Robert Zuddas)
11. Ständigt kaos 1:30
12. Svek 5:20 (Sång: Laila Khider, gitarr: Mats Karlsson)
13. Helt okej 4:22
14. Först in, sist ut 3:28 (sång: Tantra)
15. Avslut 4:48 (sång: Laila Khider)

## Listplaceringar
| Lista (1999) | Topplacering |
| ------------ | ------------ |
| Sverige      | 17           |